# Jost-Dietrich Busch
Jost-Dietrich Busch (* 29. April 1935 in Wilhelmshaven; † 30. Juli 2023 in Kiel) war ein deutscher Verwaltungsjurist und Ministerialbeamter.

## Leben
Vier Vorfahren von Busch waren Hochschullehrer an der Philipps-Universität Marburg: die Mediziner Johann Jakob Busch (1727–1786), Johann David Busch (1755–1833) und Dietrich Wilhelm Busch (1788–1858) und sein Großvater, der Historiker Wilhelm Busch (1861–1929). Als Sohn eines Marineoffiziers begann auch Jost-Dietrich Busch in Marburg Rechtswissenschaft (im 1. Semester auch Geschichte) zu studieren. Am 20. Februar 1955 wurde er im Corps Rhenania-Straßburg zu Marburg recipiert. Als Inaktiver wechselte er an die Christian-Albrechts-Universität zu Kiel und die Rheinische Friedrich-Wilhelms-Universität. 1958 wurde er auch im befreundeten Corps Hansea Bonn aktiv. Vor dem Oberlandesgericht Köln bestand er am 24. Mai 1958 das Referendarexamen. Den Vorbereitungsdienst durchlief er in Schleswig-Holstein (vor allem in Kiel), in München, Hamburg, Bonn und Brüssel. Die Assessorprüfung bestand er am 31. Oktober 1963 vor dem Gemeinsamen Prüfungsamt in Hamburg. Mit einer Doktorarbeit über die Strafmilderung wurde er am 31. Juli 1964 in Marburg zum Dr. iur. promoviert.
Im selben Jahr trat er in den Verwaltungsdienst des Landes Schleswig-Holstein. Nach fast einjähriger Mitarbeit am Entwurf vom Landesverwaltungsgesetz (Schleswig-Holstein) wurde er bis Dezember 1966 zum Kreis Oldenburg in Holstein abgeordnet. 1967/68 nahm er an einem Fortbildungslehrgang des Bundesministers des Innern für eine Verwendung in internationalen Aufgaben teil. 1968 erfolgte die Abordnung zur Internationalen Atomenergie-Organisation in Wien. Verwendet wurde er in der Personalabteilung und der Abteilung für Technische Hilfe. 1973 an das Innenministerium Schleswig-Holstein zurückgekehrt, war er 19 Jahre Referatsleiter und stellvertretender Abteilungsleiter in der Abteilung Verfassung, Gesetzgebung und Dienstrecht. Er war zuständig für Landesverfassung, Landesgesetzgebung, Verwaltungsrecht und Verfahren, Verwaltungskostenrecht sowie Vertreter des öffentlichen Interesses vor dem Schleswig-Holsteinischen Verwaltungsgericht und dem Schleswig-Holsteinischen Oberverwaltungsgericht. 1991 kam er zur Verwaltungshilfe im Ministerium für Inneres und Europa des Landes Mecklenburg-Vorpommern. Zuständig war er für den Aufbau der Landesverwaltung und Landesgesetzgebung des neuen Landes. Als Ministerialrat wurde er 1992 als Leiter des Referats Kommunales Verfassungsrecht und als stellvertretender Abteilungsleiter zur Kommunalabteilung umgesetzt. 1997 wurde er auf eigenen Antrag in den Ruhestand versetzt.
Das Corps Holsatia verlieh ihm 2005 das Band. Verheiratet war er seit 1966 mit Dorothee geb. Hedde. Der Ehe entstammen zwei Töchter und ein Sohn.

## Nebentätigkeiten
- Prüfer für Öffentliches Recht beim Justizprüfungsamt am OLG Schleswig (1974–2002) und beim Gemeinsamen Prüfungsamt in Hamburg (1976–2002)
- Lehrbeauftragter an Ausbildungseinrichtungen für den gehobenen und mittleren Verwaltungsdienst (1974–1995)
- Dozent an der IBS International Business School in Lippstadt (1997–2007)
- Korrespondierendes Mitglied des Lorenz-von-Stein-Instituts für Verwaltungswissenschaften in Kiel (seit 2007)

## Werke

### Monografien und Kommentare
- Das Dienstrecht der Internationalen Atomenergie-Organisation; in: Kaiser-Mayer-Ule, Recht und System des öffentlichen Dienstes in den internationalen und übernationalen Organisationen; Studienkommission für die Reform des öffentlichen Dienstrechts, Bd. 4; Nomos Verlagsgesellschaft, Baden-Baden 1973, S. 105–158.
- Kommentar zum Verwaltungskostengesetz des Landes Schleswig-Holstein; Praxis der Gemeindeverwaltung. Kommunal- und Schulverlag, Wiesbaden: Loseblattausgabe 1975–2001; letzte Bearbeitung Januar 2001, fortgeführt von Gerd-Harald Friedersen.
- mit Walter Wiese (Hrsg.): Handbuch des öffentlichen Dienstes, Dienstrechtsvergleich, Bd. 4: Dienstrecht der Vereinten Nationen : das Common System. Carl Heymanns Verlag, Köln 1981, ISBN 3-452-18943-0.
- Mitverfasser der Kommentare:
  - Allgemeines Verwaltungsgesetz für das Land Schleswig-Holstein (Landesverwaltungsgesetz), von v. d. Groeben/Knack, Carl Heymanns Verlag, Köln 1968.
  - Verwaltungsverfahrensgesetz (VwVfG), begr. von Knack; Carl Heymanns Verlag, Köln, 1. Aufl. 1976; 2. Aufl. 1982; 3. Aufl. 1989; 4. Aufl. 1994; 5. Aufl. 1996 mit Nachtrag 1996; 6. Aufl. 1998; 7. Aufl. 2000, 8. Aufl.2004; Bearbeiter der § 40 (Ermessen), §§ 63–80 (förmliches Verwaltungsverfahren, Planfeststellungsverfahren, Rechtsbehelfsverfahren), §§ 94, 98–100 (Schlussvorschriften); ab 7. Aufl. 2000 Bearbeiter der §§ 79–80 (Rechtsbehelfsverfahren).
- Das Landesverwaltungsgesetz als Mittelpunkt des schleswig-holsteinischen Landesrechts. Lorenz-von-Stein-Institut für Verwaltungswissenschaften, Quellen zur Verwaltungsgeschichte, Bd. 14, Kiel 1999.
- Immanuel Kant – Zum ewigen Frieden. Ein philosophischer Entwurf. Sprachlich überarbeitet und neugefasst von Jost-Dietrich Busch. Lorenz-von-Stein Institut für Verwaltungswissenschaften, Quellen zur Verwaltungsgeschichte, Bd. 26, Kiel 2009, 2. Aufl. Kiel 2009.

### Textausgaben
- Naturschutz- und Landschaftspflegerecht Schleswig-Holstein. Deutscher Gemeindeverlag, Köln 1984.
- Presse- und Rundfunkrecht Schleswig-Holstein. Verlag Schmidt & Klaunig, Kiel 1984.
- mit Gerd-Harald Friedersen: Landesverwaltungsgesetz Schleswig-Holstein. Deutscher Gemeindeverlag, Köln, 11. Aufl. 1994 des von Magnus G. W. Staak begründeten Werkes, 12. Aufl. 2002.
- Entwurf einer Neufassung der Gemeindeordnung für Schleswig-Holstein. Lorenz-von-Stein-Institut für Verwaltungswissenschaften, Arbeitspapier Nr. 68, Kiel 2005.
- Entwurf einer Neufassung der Kreisordnung für Schleswig-Holstein. Lorenz-von-Stein-Institut, Arbeitspapier Nr. 74, Kiel 2005.

### Abhandlungen
- Die Teilnahme an der versuchten Anstiftung. Neue Juristische Wochenschrift 1959, S. 1119–1121.
- Zur Kausalität zwischen Irrtumserregung und Vermögensverfügung beim Betruge. NJW 1960, S. 950–952.
- Die Rechtslage bei der Weitemutzung des Mietraumes nach Beendigung des Mietverhältnisses. Monatsschrift für Deutsches Recht 1960, S. 359–361.
- Die unzulässige Vereidigung außerhalb der Hauptversammlung. MDR 1963, S. 894–898.
- Die Doppelfunktion der Anordnung, einen Verwaltungsakt sofort zu vollziehen. Deutsches Verwaltungsblatt 1966, S. 257–259.
- Die Erstattung von Kosten im Widerspruchsverfahren bei der Kostenentscheidung im Aussetzungsverfahren. NJW 1974, S. 891.
- Neues Verwaltungskostenrecht für Schleswig-Holstein. Die Gemeinde 1974, S. 241–244 (Deutscher Gemeindeverlag Kiel, herausgegeben vom Schleswig-Holsteinischen Gemeindetag)
- Zum Auskunftsrecht des Bürgers in Schleswig-Holstein gegenüber seiner Gemeindevertretung. Die Gemeinde 1974, S. 304–305.
- Die Dienstrechtsreform der UN-Organisationen. Die Öffentliche Verwaltung 1975, S. 15–22.
- Die Zuständigkeit für die Vollstreckung nach dem Landesverwaltungsgesetz. Schleswig-Holsteinische Anzeigen 1976, S. 2–3.
- Justitiabilität der Politik – Übertreibung oder Realität? Aus der Praxis der Verwaltung, in: Justitiabilität der Politik? Gewaltenteilung und Einheit der Staatsgewalt. Schriftenreihe der Akademie Sankelmark, Neue Folge 40/41,1978, S. 11–17.
- Änderung des Landesverwaltungsgesetzes. Die Gemeinde 1979, S. 66–72.
- 30 Jahre Landessatzung für Schleswig-Holstein. Schleswig-Holsteinische Anzeigen 1980, S. 2–6.
- The administration of justice in the federal system of the Federal Republic of Germany, in: R. L. Mathews (ed.): Federalism in Australia and the Federal Republic of Germany. A Comparative Study.   Australian National University Press, Canberra 1980, S. 139–153.
- Nochmals: Der zweite Widerspruchsbescheid. Bayerische Verwaltungsblätter 1981, S. 296–298.
- mit Dorothea Berger: Die Verlustliste der Prozeßrechtseinheit im Entwurf einer Verwaltungsprozeßordnung. Deutsches Verwaltungsblatt 1982, S. 831–833.
- Neues Landschaftspflegerecht für Schleswig-Holstein. Mitteilungen des Schleswig-Holsteinischen Landkreistages 1983, Nr. 1, S. 1–5.
- Nochmals: Vorläufiger Rechtsschutz und materielles Verwaltungsrecht. DÖV 1983, S. 623–629.
- Compensation awards to international officials in the jurisdiction of the UN and ILO administrative tribunals. German Yearbook of International Law 1982, Duncker & Humblot Verlag, Berlin 1983, S. 433–475.
- Bannkreise zugunsten der Parlamente im vorläufigen Rechtsschutz bei Demonstrationen. Neue Zeitschrift für Verwaltungsrecht 1985, S. 634–635.
- Entwicklung und gegenwärtiger Stand des Verwaltungsverfahrensrechts in Schleswig-Holstein. Die Gemeinde 1985, S. 281–287.
- Regierungsrucktritt und Geschäftsregierung in Schleswig-Holstein. Deutsches Verwaltungsblatt 1987, S. 1255–1259
- Environmental policy: Its aims and instruments in the federal system of West Germany; in: William M. Chandler, Christian W. Zöllner (ed.): Challenges to Federalism: Policy-Making in Canada and the Federal Republic of Germany. Queen’s University, Kingston, Ontario Canada 1989, S. 251–263.
- Nochmals: Das Ende der Revisionsbegründungsfrist. Verwaltungsrundschau 1991, S. 206.
- Die neuen und geänderten Regelungen des verwaltungsgerichtlichen Verfahrens. Mitteilungen des Schleswig-Holsteinischen Landkreistages 1991, Nr. 4, S. 8–12; Nachdrucke in: Der Landkreis 1991, S. 582–586; Die Gemeinde 1991, S. 378–384.
- Nochmals: Wählbarkeit und Altersgrenze bei der Wahl des hauptamtlichen Bürgermeisters. Die Gemeinde 1993, S. 379–380:
- mit Peter Herrmann: Die geänderte Amtsordnung in der kommunalen Praxis. Die Gemeinde 1995, S. 14–17.
- Wahlen nach schleswig-holsteinischem Kommunalverfassungsrecht. Die Gemeinde 1995, S. 17–22.
- Wahlen nach neuem schleswig-holsteinischen Kommunalverfassungsrecht. Die Gemeinde 1998, S. 319–325; Nachdruck in: Kommunalpraxis 1999, S. 137–140.
- Die Direktwahl des Bürgermeisters in der Hand der Verwaltungsgerichte. Die Gemeinde 1999, S. 227–228.
- Landesrecht im Schnittpunkt wechselnden Bundesrechts. Zur Verfassungsmäßigkeit der Landesverordnung über die Errichtung des Landesamtes für soziale Dienste des Landes Schleswig-Holstein. Zeitschrift für Öffentliches Recht in Norddeutschland 2001, S. 384–387.
- Juristische Prüfungen im literarischen Zeugnis – Eine Nachlese. BayVBl. 2004, S. 584–585.
- Juristische Wege zwischen Straßburg und Kiel, Hamburg, Göttingen. Vor- und Nachwirkungen der Reichsuniversität Straßburg 1941–1944. Zeitschrift für Öffentliches Recht in Norddeutschland 2005, S. 150–152.
- Das Brett des Karneades im Gedicht der Annette von Droste-Hülshoff – Ein Beitrag zum 160. Todestag der Dichterin am 24. Mai 2008. NWVBl. 2008, S. 175–177.
- mit Sönke E. Schulz: Die Vertrauensfrage des Regierungschefs in Schleswig-Holstein, Zeitschrift für Öffentliches Recht in Norddeutschland 2009, S. 438–444.
- Geschäftsregierung und Regierungsbildung im Lande Nordrhein-Westfalen nach der Landtagswahl am 9. Mai 2010. NWVBl. 2010, S. 373–378.
- Die Pflicht der Regierungen von Bund und Ländern zur Weiterführung der Geschäfte, Festschrift für Edzard Schmidt-Jortzig. Karlsruhe 2011, S. 527–540.
- Das Bundesverfassungsgericht als Lehrbuchautor? NWVBl. 2014, S. 177–180.

### Berichte
- Neue Entwicklungen im UN-Dienstrecht – Der Beginn der Tätigkeit der Kommission für den Internationalen öffentlichen Dienst. Vereinte Nationen 1975, S. 184–185.
- Föderalismus-Tagung in Canberra. DÖV 1979, S. 126–127.
- Landesbericht Schleswig-Holstein, in: Die Vereinheitlichung des Verwaltungsverfahrensrechts, Vorträge und Diskussionsbeiträge der 10. Verwaltungswissenschaftlichen Arbeitstagung 1983 des Forschungsinstituts für öffentliche Verwaltung bei der Hochschule für Verwaltungswissenschaften Speyer, hrsg. v. Willi Blümel, Schriftenreihe der Hochschule Speyer, Bd. 93, Duncker & Humblot Verlag, Berlin 1984, S. 105–118.
- Aktuelle Fragen des Verwaltungsgebührenrechts in Schleswig-Holstein, in: Arbeitspapier Nr. 18 des Lorenz-von-Stein-Instituts für Verwaltungswissenschaften an der Christian-Albrechts-Universitär zu Kiel, S. 71–92, Dokumentation der Fachtagung „Gebührenrecht in Theorie und Praxis“ vom 14. März 1986.
- Definition and limits of the principle of subsidiarity. Report prepared for the Steering Committee on Local and Regional Authorities (CDLR); Local and Regional Authorities in Europe, No. 55; Council of Europe Press, 1994; Mitverfasser als Mitglied der Sachverständigengruppe.
- mit Claus Kühl: Gutachten zur Stadt-Umland-Problematik in Schleswig-Holstein, Heft 5 der Schriftenreihe des Städteverbandes Schleswig-Holstein. Kiel, März 2001.
- „Kleine Kommunalrechtsreform“ in Schleswig-Holstein. NordÖR 2005, S. 201–203.
- Zum Entwurf einer Neufassung der Gemeindeordnung für Schleswig-Holstein. Die Gemeinde 2005, S. 115–117.
- Zum Entwurf einer Neufassung der Kreisordnung für Schleswig-Holstein. Mitteilungen Schleswig-Holsteinischen Landkreistages Nr. 3/2005, S. 11.
- Die Verwaltungstätigkeit auf Kreisebene. Aufgaben- und Zuständigkeitsübertragungen auf die Kreise und kreisfreien Städte nach schleswig-holsteinischem Landesrecht. Mitteilungen des Schleswig-Holsteinischen Landkreistages Nr. l/2006, S. 18–20 und Nr. 2/2006 S. 9–14.
- Sollen in Schleswig-Holstein künftig die Landräte wieder von den Kreistagen gewählt werden? Bemerkungen zu einem für die CDU-Fraktion des Schleswig-Holsteinischen Landtags erstatteten und veröffentlichten Gutachten. Die Gemeinde 2009. S. 68–71.
- Systematisierung der Gemeindeordnung, Mitwirkung an dem Entwurf einer Neufassung der Gemeindeordnung für Schleswig-Holstein, Stand 1. Juni 2011, eingebracht von der CDU-Fraktion des Schleswig-Holsteinischen Landtages. Schleswig-Holsteinischer Landtag Umdruck 17/2475.
- Viereinhalb Jahrzehnte Dienst am Kommunalverfassungsrecht. Laudatio für Reimer Bracker. Die Gemeinde 2012, S. 324.

### Sonstiges
- Endlich wieder eine GG-Änderung. MDR 1984, S. 551.
- Ein Entenhausener Kommentar. MDR 1984, S. 727–728.
- Die drei Gewaltigen in Goethes Faust II als Verkörperung von Grundrechten – eine poetisch-juristische Plauderei. Kiel 1997.
- Im Kielwasser des Genies zur Unsterblichkeit – Zeitgenossen und Gefährten Ludwig van Beethovens in den Titelzeilen berühmter Werke des Komponisten. Schleswig 2011.